# Trafikplats Gävle Södra
Trafikplats Gävle Södra är en numrerad trafikplats längs Europaväg 4 som har avfartsnummer 197 och utgörs av en planskild korsning kombinerad med en intilliggande cirkulationsplats där Spängersleden (Riksväg 76 respektive Länsväg 509) möter Europaväg 4 vid stadsdelen Hemlingby i södra Gävle.